# Браммелл, Патрик
Патрик Браммелл (англ. Patrick Brammall; род. 30 марта 1977, Канберра, Австралия) — австралийский актёр, получивший известность благодаря исполнению роли главного героя Джеймса Хэйса в телесериале «Сбой».

## Биография
Патрик Браммелл родился в Канберре 30 марта 1977 года. Будущий актёр родился с редким заболеванием, так называемым синдромом «черносливового живота». Врачи считали, что он проживёт лишь несколько месяцев, ему пришлось перенести несколько операций и провести десять первых лет своей жизни в больнице.
В 2001 году окончил университет Мельбурна, где он обучался на факультете изобразительных искусств.
В 2004 начал сниматься в кино и на телевидении.

## Фильмография
- 2007 – Домой и в путь (телесериал) – Итан Блэк
- 2011 – Пися (короткометражный фильм)  – Роберт
- 2015/2019	– Сбой (телесериал) – сержант Джеймс Хэйес
- 2015/2018 - Ничего не происходит (телесериал) – детектив Хэнди
- 2016	– Жизнь в деталях (телесериал) – Клинтон
- 2016	– Новенькая (телесериал) – Дасти Сэнд
- 2017 – Весёлый ужин мамочек   – Кевин
- 2018 – Оверлорд   – американский офицер
- 2019/2021 – Зло (телесериал) – Энди, муж Кристен Бушар